# Бугский переулок (Санкт-Петербург)
Бу́гский переулок — переулок в Василеостровском районе Санкт-Петербурга. Проходит от 5-й до 6-й линий Васильевского острова.

## История
Первоначальное название Рыночный переулок известно с 1821 года, связано с нахождением в доме 3 Андреевского рынка. Современное название Бугский переулок дано 14 июля 1859 года по реке Буг, в ряду улиц Васильевской части, наименованных по рекам Российской империи.

## Достопримечательности
- Андреевский торговый двор